# VZ Cancri
VZ Cancri (VZ Cnc / HD 73857) es una estrella variable en la constelación del Cangrejo.
Visualmente se localiza un grado al norte de la también variable BI Cancri.
De acuerdo a la nueva reducción de los datos de paralaje de Hipparcos, se encuentra a 510 años luz del sistema solar.

## Características
VZ Cancri es una gigante blanca de tipo espectral A9III.
Con una temperatura efectiva de 6902 K, su luminosidad es 21 veces superior a la del Sol.
Tiene un radio 2,9 veces más grande que el radio solar y gira sobre sí misma con una velocidad de rotación proyectada inferior a 40 km/s.
Posee una masa un 45% mayor que la masa solar.

## Variabilidad
La variabilidad de VZ Cancri fue descubierta por Whitney en 1950, siendo descrita en un primer momento como una variable RR Lyrae o una cefeida de período ultra corto.
Hoy es considerada una variable Delta Scuti de gran amplitud, cuyo período principal es de 4,28 horas, alcanzando la variación de brillo 0,5 magnitudes.
Se conoce otro período de 3,43 horas.
Otros períodos detectados —como el de 17,19 horas— resultan de combinar las frecuencias correspondientes a los dos períodos principales.
Los análisis de las curvas de luz obtenidas entre 1950 y 1993 demuestran que las frecuencias de pulsación son bastante estables pero que las amplitudes han variado ligeramente.